# 26 juli
26 juli är den 207:e dagen på året i den gregorianska kalendern (208:e under skottår). Det återstår 158 dagar av året.

## Återkommande bemärkelsedagar

### Nationaldagar
- Kubas nationaldag (till minne av revolutionens inledning genom anfallet mot Moncadakasernen denna dag 1953)
- Liberias nationaldag (till minne av republikens grundande denna dag 1847)
- Maldivernas nationaldag (till minne av självständigheten från Storbritannien denna dag 1965)

### Helgondagar
- Anna, mor till jungfru Maria

## Namnsdagar

### I den svenska almanackan
- Nuvarande – Jasmine, Jesper
- Namnsdagar i bokstavsordning
  - Anna – Namnet fanns på dagens datum före 1680, då det utgick. 1708 infördes det på 9 december, där det har funnits sedan dess.
  - Jasmine – Namnet infördes på dagens datum 2015.[1]
  - Jesper – Namnet infördes på dagens datum 1901, till minne av Jesper Swedberg, som avled denna dag 1735, och har funnits där sedan dess.
  - Jessie – Namnet infördes på dagens datum 1986, men utgick 1993.
  - Jessika – Namnet infördes på dagens datum 1986, men flyttades 2001 till 6 juli.
  - Martha – Namnet infördes på dagens datum 1680. 1753 utgick det, till förmån för den nyare namnformen Märta, men återinfördes på dagens datum 1830. Det fanns där fram till 1901, då det flyttades till 27 juli och formen ändrades till Marta. Det har funnits där sedan dess.
  - Märta – Namnet infördes på dagens datum 1753, då det ersatte den äldre namnformen Martha. 1830 återinfördes Martha på dagens datum, varvid Märta utgick. 1901 återinfördes det på 11 maj och har funnits där sedan dess.
- Namnsdagar i kronologisk ordning
  - Före 1680 – Anna
  - 1680–1752 – Martha
  - 1753–1829 – Märta
  - 1830–1900 – Martha
  - 1901–1985 – Jesper
  - 1986–1992 – Jesper, Jessika och Jessie
  - 1993–2000 – Jesper och Jessika
  - 2001–2014 – Jesper
  - Från 2015 – Jesper och Jasmine
- Källor
  - Brylla, Eva (red.): Namnlängdsboken, Norstedts ordbok, Stockholm, 2000. ISBN 91-7227-204-X
  - af Klintberg, Bengt: Namnen i almanackan, Norstedts ordbok, Stockholm, 2001. ISBN 91-7227-292-9

### Finlandssvenska almanackan
- Nuvarande från 1929[2] – Marta
- I föregående revideringar[a][3]
  - inga ändringar sedan 1929

## Händelser
- 1417 – Som ett led i den pågående stora schismen inom katolska kyrkan blir motpåven Benedictus XIII avsatt och utesluten ur kyrkogemenskapen under konciliet i Konstanz. Han har innehaft påvevärdigheten i Avignon sedan 1394 och särskilt ivrat för att återställa enigheten inom kyrkan. Vid sitt val över 20 år tidigare sade han sig vara villig att abdikera, om det var nödvändigt för den kyrkliga enigheten, men sedan han väl hade installerats i ämbetet har han hårdnackat vägrat avgå, trots påstötningar från det franska hovet och hela kardinalskollegiet. Även nu vägrar han acceptera avsättningen, men drar sig tillbaka till bergsfästet Peñiscola, där han avlider sex år senare.
- 1429 – Clemens VIII, som har varit motpåve i Avignon sedan Benedictus XIII:s död 1423, abdikerar från ämbetet. Efter Benedictus död har Clemens blivit vald till påve av tre kardinaler och erkänts i ämbetet av kung Alfons V av Aragonien, i utbyte mot att han har stött denne i hans politiska ambitioner. När Alfons har uppnått sina politiska mål och därför inte längre behöver Clemens stöd uppmanar han honom dock att abdikera och istället erkänna Rompåven Martin V som rättmätig påve. Clemens accepterar detta, abdikerar denna dag och sedan detta har bekräftats i mitten av augusti blir han istället biskop av Mallorca till sin död 1446.
- 1704 – En svensk styrka på 6 000 man besegrar under Adam Ludwig Lewenhaupts ledning en rysk-polsk här på uppåt 17 000 man i slaget vid Jakobstadt i Livland. Slaget får ingen större strategisk betydelse, men blir en avgörande seger på så vis att man segrar, trots att motståndarsidan är nästan tre gånger så stor och att endast 57 svenskar stupar och 167 såras, medan ryssarna förlorar 2 300 döda och 517 fångar. Dessutom tvingas ryssarna uppskjuta vidare krigsoperationer under stora nordiska kriget till hösten.
- 1788 – Sedan provinsen New York har ratificerat den amerikanska konstitutionen upptas den som den 11:e delstaten i den amerikanska unionen.[4] Denna och de föregående tio delstaterna har alla upptagits i unionen under det senaste halvåret (med start i december 1787), men efter New Yorks inträde dröjer det över ett år till nästa (North Carolina upptas 21 november 1789) och därefter sprids resterande upptaganden ut över slutet av 1700-talet, 1800-talet och första hälften av 1900-talet.
- 1814 – Under kronprins Karl Johans befäl inleder Sverige ett fälttåg mot Norge, för att få norrmännen att acceptera freden i Kiel av den 14 januari, där Norge ska överlämnas från Danmark till Sverige (norrmännen har vägrat att gå med på det och den 17 maj utropat sig som ett självständigt rike). Fälttåget varar i knappt tre veckor och avslutas med konventionen i Moss den 14 augusti, vilken blir en av grundvalarna för den svensk-norska unionen, som sedan varar till 1905. Fälttåget blir också Sveriges senaste krig.
- 1847 – Landet Liberia på Afrikas västkust, förklarar sig som självständig republik.[5] Området har då under de senaste 25 åren blivit koloniserat av frigivna amerikanska slavar under American Colonization Societys ledning, då tanken på ett eget land för frigivna slavar har funnits sedan början av 1800-talet. Tanken för kolonisationssällskapet är att slavarna ska kunna ”återvända hem” till Afrika, men dess mål är aldrig att avskaffa slaveriet, utan att få bort de svarta från det fria amerikanska samhället. När republiken är utropad avslutar sällskapet snart sin verksamhet och upplöses året därpå, trots att den nya staten inte är ekonomiskt redo för självständighet. Liberia blir därmed ett av endast två afrikanska länder (det andra är Etiopien), som inte uppstår genom självständighet från europeisk kolonisation.
- 1887 – Den rysk-judiske ögonläkaren och språkforskaren Ludwig Zamenhof publicerar boken Unua Libro (Första boken) på ryska, där han beskriver sitt egenkonstruerade språk esperanto, som han försöker lansera som internationellt språk. Han ger ut boken under pseudonymen ”Dr. Esperanto”, där ”esperanto” betyder ”en som hoppas”, och det är de anhängare språket får, som så småningom därför börjar kalla det esperanto. Zamenhofs avsikt med språket är att det ska vara lätt att lära sig och att det ska vara politiskt neutralt, för att kunna användas vid internationella kontakter och därmed främja fred och förståelse vid kontakter mellan olika folk. Det är idag (2025) världens största konstruerade hjälpspråk, även om det inte har fått rollen av sammanlänkande språk.
- 1908 – Den amerikanska federala polisen Federal Bureau of Investigation (FBI) grundas under namnet Bureau of Investigation (BOI), då den amerikanske justitieministern Charles Joseph Bonaparte sätter samman en grupp specialagenter, med befogenhet att jaga brottslingar och utreda brott över hela USA (de olika delstaternas poliskårer har ingen makt utanför den egna delstaten och därför kan brottslingar vid den här tiden lätt komma undan, genom att fly till en annan delstat). Organisationens mest kände chef blir sedermera J. Edgar Hoover, som tillträder 1924 och förblir på posten till sin död 1972 och utvecklar den till den stora polismyndighet FBI är idag.
- 1945 – Potsdamdeklarationen utfärdas.
- 1947 – Den amerikanska lagen nationella säkerhetsakten träder i kraft och därigenom grundas den hemliga amerikanska underrättelsetjänsten Central Intelligence Agency (CIA). Den ersätter föregångaren Office of Strategic Services (OSS) som har bildats 1942, under andra världskriget, men avskaffats direkt vid krigsslutet, eftersom en hemlig rapport (publicerad för allmänheten först efter kalla krigets slut) har visat att den har åsamkat amerikanska medborgare och företag samt även USA:s nationella intressen stor skada. CIA är tänkt att vara en fredstida motsvarighet, som till en början inte får samma befogenheter som OSS.
- 1952 – Tre dagar efter att Fria officerarna-rörelsen under officerarna Muhammad Naguibs och Gamal Abdel Nassers ledning har gjort militärkupp i Egypten, för att avsätta kung Farouk, abdikerar monarken. Monarkin avskaffas dock inte i landet, utan Farouk efterträds som kung av sin son, den 6 månader gamle kronprinsen Fuad. Med namnet Fuad II är denne marionettkung i ett knappt år, innan den egyptiska monarkin avskaffas 18 juni 1953 och hela kungafamiljen tvingas i exil.
- 1953 – En grupp revolutionära kubaner inleder under Fidel Castros ledning den kubanska revolutionen genom att anfall mot garnisonen i Moncada utanför Santiago. Även om detta anfall misslyckas och de flesta förövarna tas tillfånga fortsätter revolutionen i ytterligare fem och ett halvt år, fram till 1 januari 1959, då revolutionärerna kan tåga in i huvudstaden Havanna och avsätta diktatorn Fulgencio Batista, vilket är revolutionens mål. Därefter blir Kuba kommunistiskt och är så än idag (2025). Castro förblir dess ledare fram till 2008, då han avgår av hälsoskäl och överlämnar makten åt sin lillebror Raúl.
- 1956 – Trots att Egypten har blivit självständigt från Storbritannien redan 1922 har britterna med soldatmakt och aktiemajoritet i kanalbolaget behållit kontrollen över Suezkanalen, som går genom landet, fram till sommaren 1956. Sedan britterna har dragit tillbaka samtliga soldater från kanalområdet under sommaren låter den egyptiske presidenten Gamal Abdel Nasser denna dag nationalisera kanalen, med motiveringen att Egypten behöver pengar för byggandet av Assuandammen. Storbritannien och Frankrike ser detta som en skymf och det framkommer sedermera, att de oroar sig för att förlora inkomster på kanalhandeln genom nationaliseringen. Detta leder till att de tillsammans med Israel samma höst invaderar Egypten.
- 1976 – Bernt Johansson vinner linjeloppet på cykel under OS i Montréal. Det är den första svenska olympiska guldmedaljen i cykel på 56 år.
- 2005 – Discovery blir den första rymdfärjan som lyfter efter Columbias haveri två år tidigare (1 februari 2003). Efter denna uppskjutning dröjer det ytterligare ett år (till sommaren 2006) innan rymdfärjeprogrammet kommer igång regelbundet igen och 2011 läggs det ner.

## Födda
- 1308 – Stefan Uroš IV Dušan, kung av Serbien och tsar av samma land
- 1575 – Anna Katarina av Brandenburg, Danmarks och Norges drottning
- 1678 – Josef I, tysk-romersk kejsare
- 1739 – George Clinton, amerikansk demokratisk-republikansk politiker, USA:s vicepresident
- 1756 – Maria Fitzherbert, brittisk adelsdam
- 1782 – John Field, irländsk kompositör och pianist
- 1787 – Theodor Friedrich Ludwig Nees von Esenbeck, tysk farmakolog och botaniker
- 1791 – Franz Xaver Wolfgang Mozart, österrikisk tonsättare och pianist
- 1796 – Camille Corot, fransk landskaps- och porträttmålare
- 1801 – Maria Röhl, svensk porträttmålare
- 1817 – Bernhard Windscheid, tysk jurist
- 1826 – A. Oakey Hall, amerikansk journalist, jurist och politiker
- 1829 – Auguste Beernaert, belgisk politiker, premiärminister, mottagare av Nobels fredspris 1909
- 1855 – Ferdinand Tönnies, tysk sociolog
- 1856 – George Bernard Shaw, irländsk författare och dramatiker, mottagare av Nobelpriset i litteratur 1925
- 1865 – Philipp Scheidemann, tysk journalist och socialdemokratisk politiker, Tysklands rikskansler 1919
- 1864 – Erica Kristina Bergenson-Söderman, svensk operasångare
- 1875 – Carl Gustav Jung, schweizisk psykiater, psykolog och författare
- 1880 – Bror Abelli, svensk regissör, skådespelare, sångare, författare och biografägare
- 1881 – Bernhard Bleeker, tysk skulptör
- 1882 – Dixie Bibb Graves, amerikansk demokratisk politiker, senator för Alabama
- 1886 – Lars Hanson, svensk skådespelare
- 1889 – Richard Svanström, svensk skådespelare
- 1893 – George Grosz, tysk målare
- 1894 – Aldous Huxley, brittisk författare
- 1895 – Gracie Allen, amerikansk komedienne och skådespelare
- 1896 – Alfred Maurstad, norsk skådespelare och regissör
- 1898 – Sven Gustafsson, svensk skådespelare
- 1902 – Albert Forster, tysk nazistisk politiker
- 1907 – Sven Arvor, svensk skådespelare
- 1911 – Bernhard Sönnerstedt, svensk teaterledare och operasångare
- 1914 – C. Farris Bryant, amerikansk demokratisk politiker, guvernör i Florida
- 1915 – Julio Iglesias, Sr., spansk gynekolog och far till sångaren Julio Iglesias
- 1917 – Bertil Nordahl, svensk fotbollsspelare och -tränare, OS-guld 1948
- 1918 – Erik Johnsson, svensk kompositör, kapellmästare och musikarrangör
- 1919 – James Lovelock, brittisk författare, biokemist och uppfinnare
- 1921 – Leif Hedenberg, svensk skådespelare och regissör
- 1922 – Blake Edwards, amerikansk filmregissör, filmproducent, skådespelare och manusförfattare
- 1923 – Curt Broberg, svensk skådespelare och teaterregissör
- 1925 – Jerzy Einhorn, svensk professor kristdemokratisk och politiker
- 1928
  - Stanley Kubrick, amerikansk filmregissör, manusförfattare och filmproducent
  - Francesco Cossiga, italiensk politiker, Italiens president
- 1935 – Sara Arnia, svensk skådespelare
- 1939 – John Howard, australisk liberal politiker, Australiens premiärminister
- 1940 – Mary Jo Kopechne, amerikansk lärare, sekreterare åt senatorn Ted Kennedy
- 1943 – Mick Jagger, brittisk sångare och låtskrivare i gruppen Rolling Stones
- 1945
  - Helen Mirren, brittisk skådespelare
  - Stig H. Johansson, svensk travtränare och kusk
- 1947 – Mati Lepp, svensk-estnisk illustratör
- 1949
  - Thaksin Shinawatra, thailändsk politiker, Thailands premiärminister
  - Roger Taylor, brittisk trumslagare i rockgruppen Queen
- 1950 – Susan George, brittisk skådespelare
- 1952
  - Stellan Bengtsson, svensk bordtennisspelare, VM-guld i singel 1971, bragdmedaljör
  - Anders Sundström, svensk socialdemokratisk politiker, före detta statsråd
- 1953 – Felix Magath, tysk fotbollsspelare och -tränare
- 1955 – Asif Ali Zardari, Pakistans president
- 1957
  - Norman Baker, brittisk liberaldemokratisk politiker, parlamentsledamot
  - Yuen Biao, kinesisk skådespelare och kampsportare
- 1959 – Kevin Spacey, amerikansk skådespelare och regissör
- 1963 – Torgny Mogren, svensk längdskidåkare, bragdmedaljör
- 1964
  - Sandra Bullock, amerikansk-tysk skådespelare och filmproducent
  - Carl-Johan Vallgren, svensk författare, låtskrivare, musiker och sångare
  - Lars Söderdahl, svensk skådespelare
- 1965 – Jeremy Piven, amerikansk skådespelare
- 1967 – Jason Statham, brittisk skådespelare
- 1972
  - Anders Hall, svensk moderat politiker
  - Rebecka Teper, svensk skådespelerska
- 1973
  - Chris Pirillo, amerikansk medieperson och bloggare
  - Kate Beckinsale, brittisk skådespelare
  - Lina Perned, svensk skådespelare
- 1975 – Liz Truss, brittisk politiker, premiärminister, utrikesminister
- 1979
  - Derek Paravicini, brittisk blind och autistisk savant och pianist
  - Franck Nivard, fransk travkusk och travtränare
- 1980 – Dave Baksh, kanadensisk gitarrist i grupperna Sum 41 och Brown Brigade
- 1985 – Gaël Clichy, fransk fotbollsspelare
- 1986 – Leo Hallerstam, svensk skådespelare
- 1993
  - Taylor Momsen, amerikansk skådespelare, sångare och fotomodell
  - Elizabeth Gillies, amerikansk skådespelare, dansare, och sångare

## Avlidna
- 1397 – Erik av Mecklenburg, svensk tronföljare, herre över Gotland
- 1471 – Paulus II, 54, påve
- 1644 – Clas Larsson Fleming, 52, svensk amiral, riksråd, överståthållare och stadsplanerare
- 1684 – Elena Cornaro Piscopia, 38, italiensk matematiker, första kvinnan i världen som erhöll doktorsgrad
- 1693 – Ulrika Eleonora av Danmark, 36, Sveriges drottning
- 1712 – Thomas Osborne, 80, engelsk politiker
- 1735 – Jesper Swedberg, 81, svensk psalmförfattare, biskop i Skara stift
- 1863 – Emma Livry, 21, fransk ballerina
- 1872 – Alexander Randall, 52, amerikansk politiker och diplomat, guvernör i Wisconsin
- 1881 – George Borrow, 78, brittisk författare
- 1903 – Lina Sandell, svensk diktare, teolog, författare och psalmförfattare
- 1925 – Gottlob Frege, tysk matematiker, logiker och filosof
- 1927 – Gustaf Uddgren, svensk manusförfattare, redaktör, journalist och tidningsman
- 1929 – John Karlsson (politiker), svensk borgmästare i Västerås och politiker
- 1932 – Fred Duesenberg, amerikansk racerförare och bilformgivare, grundare av bilmärket Duesenberg
- 1934 – William F. Kirby, amerikansk demokratisk politiker och jurist, senator för Arkansas
- 1941 – Henri Lebesgue, fransk matematiker
- 1944
  - Wessel Freytag von Loringhoven, tysk överste
  - Reza Pahlavi, iransk militär, shah av Iran
- 1949 – Linda Arvidson, amerikansk skådespelare
- 1952 – Eva ”Evita” Perón, argentinsk skådespelare och politikerhustru, Argentinas första dam
- 1970 – Wilhelm Schepmann, tysk militär, chef för SA
- 1971 – Diane Arbus, amerikansk fotograf
- 1983 – Charlie Rivel, spansk clown
- 1984
  - George Gallup, amerikansk sociolog och statistiker
  - Ed Gein, amerikansk seriemördare
- 1993
  - Matthew Ridgway, amerikansk general
  - Ester Ringnér-Lundgren, svensk barn- och ungdomsförfattare
- 1999
  - Trygve Haavelmo, norsk nationalekonom, mottagare av Sveriges riksbanks pris i ekonomisk vetenskap till Alfred Nobels minne 1989
  - Karin Miller, svensk skådespelare
- 2004
  - Göran Karlsson, svensk affärsman, grundare av företaget Gekås
  - Carl Lidbom, svensk socialdemokratisk politiker, Sveriges handelsminister, ambassadör i Paris
- 2007 – Lars Forssell, svensk författare, ledamot av Svenska Akademien
- 2009 – Merce Cunningham, amerikansk koreograf och dansare
- 2011
  - Joe Arroyo, colombiansk sångare och musiker
  - Sakyo Komatsu, japansk science fiction- och manusförfattare
- 2016 – C.-H. Hermansson, kommunistisk politiker, ordförande för SKP/VPK
- 2019 – Russi Taylor, amerikansk röstskådespelare
- 2020 – Olivia de Havilland, amerikansk skådespelare
- 2022
  - Inger Alfvén, svensk författare
  - James Lovelock, brittisk författare, biokemist och uppfinnare
- 2023 – Sinéad O'Connor, 56, irländsk artist[6]
- 2025 - Tom Lehrer, amerikansk textförfattare, kompositör, sångare, pianist, satiriker, matematiker